# North Beach Haven
North Beach Haven és una concentració de població designada pel cens dels Estats Units a l'estat de Nova Jersey. Segons el cens del 2000 tenia 2.427 habitants.

## Demografia
Segons el cens del 2000, North Beach Haven tenia 2.427 habitants, 1.208 habitatges, i 735 famílies. La densitat de població era de 535,5 habitants/km².
Dels 1.208 habitatges en un 13,3% hi vivien nens de menys de 18 anys, en un 51,5% hi vivien parelles casades, en un 7,5% dones solteres, i en un 39,1% no eren unitats familiars. En el 35,3% dels habitatges hi vivien persones soles el 20,2% de les quals corresponia a persones de 65 anys o més que vivien soles. El nombre mitjà de persones vivint en cada habitatge era de 2,01 i el nombre mitjà de persones que vivien en cada família era de 2,55.
Per edats la població es repartia de la següent manera: un 12,7% tenia menys de 18 anys, un 4,4% entre 18 i 24, un 18,8% entre 25 i 44, un 28,6% de 45 a 60 i un 35,5% 65 anys o més.
L'edat mediana era de 56 anys. Per cada 100 dones de 18 o més anys hi havia 87,4 homes.
La renda mediana per habitatge era de 44.643 $ i la renda mediana per família de 55.833 $. Els homes tenien una renda mediana de 41.071 $ mentre que les dones 32.361 $. La renda per capita de la població era de 29.752 $. Aproximadament el 5,3% de les famílies i el 5,8% de la població estaven per davall del llindar de pobresa.

## Poblacions més properes
El següent diagrama mostra les poblacions més properes.